# 緣來大飯店
是一部2021年上映的的韓國浪漫愛情片，由《我的野蠻女友》、《假如愛有天意》導演郭在容執導，《I Can Speak》、《甜蜜的謊言》的編劇劉聖熙執筆劇本，並由韓志旼、李棟旭、姜河那、林潤娥、元真兒、李慧英、鄭進永、金英光、徐康俊、李光洙、高聖熙、李陣郁、趙俊英及元志安主演，2021年12月29日於韓國影院及OTT平台TVING同時上映，台灣上映時間為2021年12月30日。

## 劇情
講述懷著各自的故事來到埃姆羅斯飯店（Hotel Emross）的人們，以各自的方式製造只屬於自己的緣分的故事。

## 演員陣容

### 主要人物
| 演員                    | 角色   | 介紹                                                                       |
| 韓志旼                  | 昭珍   | 飯店經理人，喜歡相處15年的男性朋友昇孝，但不夠坦率，遲遲沒有表白。         |
| 李棟旭                  | 容振   | 劇中飯店埃姆羅斯飯店（Hotel Emross）的CEO，年輕有能力，但有偶數強迫症。    |
| 姜河那                  | 載榮   | 連續5年公務員考試都落榜，連女朋友也離開身邊的考生。                        |
| 林潤娥                  | 秀妍   | 幽默，親切，每天都很有精神的飯店電話客服專員。                             |
| 元真兒                  | 怡英   | 暫時放下夢想，在飯店擔任房務人員的音樂劇演員。                             |
| 李慧英 （青年：鄭釉珍） | 凱薩琳 | 為了參加女兒的婚禮而回國的僑胞企業家。                                     |
| 鄭進永 （青年：車東河） | 尚圭   | 埃姆羅斯飯店（Hotel Emross）的元老級接待門衛。                             |
| 金英光                  | 昇孝   | 廣播PD，和瑛珠從初次見面到結婚一氣呵成進行的高速情侶，和昭珍是舊識。       |
| 徐康俊                  | 李康   | 度過長期無名時期後，迎來全盛期的創作歌手兼廣播DJ。                         |
| 李光洙                  | 尚勳   | 李康的經紀人，同甘共苦培養的歌手合約即將到期。                             |
| 高聖熙                  | 瑛珠   | 爵士樂鋼琴家，和昇孝從初次見面到結婚一氣呵成進行的高速情侶，輕微婚前憂鬱。 |
| 李陣郁                  | 振浩   | 來飯店參加多次相親的整容外科醫生，吃東西很大聲，喜歡講冷笑話。             |
| 趙俊英                  | 世直   | 捲入朋友們告白挑戰的高中部游泳選手。                                       |
| 元智安                  | 雅英   | 高中男生們競相告白的女同學，花式滑冰選手。                                 |

### 其他人物
| 演員   | 角色   | 介紹             |
| 朴成日 | 有浩   |                  |
| 林成宰 | 浚久   |                  |
| 李中玉 |        | 酒店專務。       |
| 金勝勳 |        | 酒店組長。       |
| 裴海善 | 鄭女士 |                  |
| 南明烈 | 崔理事 |                  |
| 白恩惠 |        | 管家經理。       |
| 崔秀敏 |        | 怡英的母親。     |
| 姜英珠 | 慧善   |                  |
| 朴鐘燦 |        | 慧善的前輩。     |
| 李智勳 | 金理事 |                  |
| 宋柔炫 | 劉作家 |                  |
| 金秀謙 | 哲民   |                  |
| 朴鐘爀 | 勝基   |                  |
| 吳敏愛 |        | 尚圭的妻子。     |
| 柳帝曦 | 朴孝貞 |                  |
| 高允彬 |        | 音樂節目主持人。 |

### 特別出演
| 演員     | 角色   | 介紹                                            |
| 李奎炯   |        | 開著名車自由出入飯店 ，觀察委託人未來的占卜師。 |
| 權相佑   | 權相佑 |                                                 |
| 姜申星一 |        | 容振的父親。                                    |
| 姜碩鉉   | 藥師   |                                                 |
| 朴俊奎   |        | 宗廟主人。                                      |

## 製作
2021年4月，宣佈韓志旼、李棟旭、姜河那、潤娥、元真兒等15位演員加入演員陣容。

## 外部連結
- Daum上《緣來大飯店》的資料

- 互联网电影数据库（IMDb）上《緣來大飯店》的资料（英文）
- Box Office Mojo上《緣來大飯店》的资料（英文）
- 開眼電影網上《緣來大飯店》的資料（繁體中文）
- Yahoo奇摩電影上《緣來大飯店》的資料（繁體中文）
- 豆瓣电影上《緣來大飯店》的資料 （简体中文）
- 时光网上《緣來大飯店》的資料（简体中文）